# إن إس يون-جي
إن إس يون-جي (هانغل: 김윤지) هي ممثلة أمريكية كورية ومغنية سابقة مقيمة في جمهورية كوريا، قدمت أداءً تحت اسم إن إس يون-جي ظهرت لأول مرة في عام 2009 مع الأغنية الرقمية المنفردة «الم الرأس» مع كالة جي تي إم إنترتينمنت، هي الآن مع فاست إنترتينمنت، كانت كلمة «إن إس» في اسمها تشير في البداية إلى «روح جديدة» لكن تم تغييرها لاحقًا إلى «نجمة جديده».

## النشأة والتعليم
- وُلدت كيم في سيول، بجمهورية كوريا في 6 سبتمبر 1988 وانتقلت إلى وادي سان فرناندو بكاليفورنيا في الصف الرابع، دخلت جامعة كاليفورنيا في لوس أنجلوس وتخصصت في الرقص والاتصالات أو تبادل المعلومات، لكنها أخذت إجازة بعد عام لمتابعة حياتها المهنية في مجال الترفيه في جمهورية كوريا، بعد انضمامها في البداية إلى DSP Media كمتدربة، ظهرت لأول مرة مع وكالة JTM الترفيهية بأغنية واحدة "Head Hurts".
- في 1 تشرين الثاني (نوفمبر) 2012، أصدرت كيم أغنية رقمية واحدة بعنوان If You Love Me يظهر فيها جاي بارك، وأصدرت فيديو موسيقي رسمي، قامت كيم بأداء أغنيتها في البرامج الموسيقية الكورية مثل ميوزيك بانك و Mnet's M! العد التنازلي، ميوزيك كور من إم بي سي وإنكيغايو من إس بي إس، جنبًا إلى جنب مع جاي بارك الذي يتم استبداله أحيانًا بسيمون دالماتيان.[2]
- أيضًا في نوفمبر 2012، أصبحت كيم مقدمًة لبرنامج K-pop Tasty Road مع إيلي كيم عضو U-KISS ، والذي جمع بين الموجة الكورية والطعام في عرض واحد.[3][4]
- في يناير 2013، غنت كيم في مدينة هوشي جنبًا إلى جنب مع آدم لامبرت وأوريا.[5]
- قالت إنها تعرضت للتنمر عندما كان في الولايات المتحدة، وتغلبت عليه بفضل المدير، كانت يون جي تتعلم الرقص منذ أن كانت طفلة، وقررت أن تصبح مغنية، رغم معارضة والديها.
- عندما جائت إلى كوريا، تعلمت رقصات كان من الصعب على النساء أن ترقصها.

## أعمالها

### ديسكغرفي
| عنوان       | تفاصيل الألبوم | مراكز الرسم البياني الذروة | مبيعات              |
| عنوان       | تفاصيل الألبوم | [ 9 ]                      | مبيعات              |
| ----------- | --- | -------------------------- | ------------------- |
| Neo Spirit  | - تاريخ الإصدار: 5 كانون الثاني (يناير) 2012 - التسمية: JTM Entertainment ، Sony Music Korea - التنسيق: قرص مضغوط، تنزيل رقمي | 15                         | - KOR: أكثر من 3700 |
| Skinship    | - تاريخ الإصدار: 18 تموز (يوليو) 2012 - التسمية: JTM Entertainment ، Sony Music Korea - التنسيق: قرص مضغوط، تنزيل رقمي        | 6                          | - كور: 1493         |
| The Way 2.. | - تاريخ الصدور: 1 أبريل 2014 - التسمية: JTM Entertainment ، LOEN Entertainment - التنسيق: قرص مضغوط، تنزيل رقمي               | 7                          | - كور: 6871         |

### ألبومات فردية
| عنوان             | تفاصيل الألبوم | مواقف الذروة |
| عنوان             | تفاصيل الألبوم | [ 9 ]        |
| ----------------- | --- | ------------ |
| Ambitious         | - تاريخ الصدور: 14 مايو 2010 - التسمية: JTM Entertainment ، Sony Music Korea - التنسيق: قرص مضغوط، تنزيل رقمي           | 31           |
| Time To Fly Highاً | - تاريخ الصدور: 21 أكتوبر 2010 - التسمية: JTM Entertainment ، Sony Music Korea - التنسيق: قرص مضغوط، تنزيل رقمي         | 85           |
| Sincerely,        | - تاريخ الإصدار: 20 آذار (مارس) 2015 - التسمية: JTM Entertainment ، LOEN Entertainment - التنسيق: قرص مضغوط، تنزيل رقمي | 7            |

### فردي (كفنان رئيسي)
| عنوان                                                 | السنة | مراكز الرسم البياني الذروة | مراكز الرسم البياني الذروة | الالبوم             |
| عنوان                                                 | السنة | KOR Gaon                   | KOR Billboard              | الالبوم             |
| ----------------------------------------------------- | ----- | -------------------------- | -------------------------- | ------------------- |
| "My Head Hurts" (머리 아파)                           | 2009  | —                          | —                          | Ambitious           |
| "Don't Go Back"                                       | 2010  | 173                        | —                          | Ambitious           |
| "Just Dance"                                          | 2010  | 99                         | —                          | Time To Fly High    |
| "Talk Talk Talk"                                      | 2011  | 31                         | —                          | Neo Spirit          |
| "Miss You Again" (또 보고 싶어) (feat. Sangchu)       | 2011  | 36                         | —                          | Neo Spirit          |
| "What Do You Know" (니가 뭘 알아) (feat. Verbal Jint) | 2011  | 34                         | 36                         | Neo Spirit          |
| "The Reason I Became A Witch" (마녀가 된 이유)        | 2012  | 36                         | 46                         | Neo Spirit          |
| "I Got You"                                           | 2012  | 43                         | 49                         | Skinship            |
| "If You Love Me" (feat. Jay Park)                     | 2012  | 16                         | 18                         | The Way 2..         |
| "Yasisi"                                              | 2014  | 17                         | 20                         | The Way 2..         |
| "Fluttered Feelings" (설렘주의) (with Giriboy)        | 2014  | 6                          | —                          | My Romance (single) |
| "A Snowy Day" (눈이 오는 날엔) (feat. DinDin)         | 2014  | 70                         | —                          | Non-album single    |
| "Wifey" (feat. MC Mong)                               | 2015  | 60                         | —                          | Sincerely           |
| "Honey Summer"                                        | 2015  | 26                         | —                          | Non-album single    |

### مقاطع فيديو موسيقية
| عنوان                         | السنة | مخرج          | Ref.   |
| ----------------------------- | ----- | ------------- | ------ |
| "My Head Hurts"               | 2009  | Unknown       | [ 10 ] |
| "Don't Go Back"               | 2010  | Unknown       |        |
| "Just Dance"                  | 2010  | Unknown       |        |
| "Talk Talk Talk"              | 2011  | Unknown       |        |
| "Miss You Again"              | 2011  | Unknown       |        |
| "The Reason I Became A Witch" | 2012  | Mun Seung-jae |        |
| "I Got You"                   | 2012  | Mun Seung-jae |        |
| "If You Love Me"              | 2012  | Mun Seung-jae |        |
| "Yasisi"                      | 2014  | Unknown       |        |
| "Wifey"                       | 2015  | Unknown       |        |
| "Honey Summer"                | 2015  |               |        |

### ظهورها مقاطع الفيديو الموسيقية
| العام | عنوان الأغنية | فنان                  |
| ----- | ------------- | --------------------- |
| 2010  | Calling You   | Norazo                |
| 2011  | You Look Good | Verbal Jint           |
| 2013  | Tears         | Leessang ft. Eugene   |
| 2013  | Cheap Ring    | Youme                 |
| 2013  | Would You?    | Swings ft. Seo In-guk |
| 2015  | Vanilla Shake | NC.A                  |

### مسلسلات تلفزيونية
- الإمبراطورة الأخيرة (SBS ، 2018)[11]

## روابط خارجية
- إن إس يون-جي على موقع IMDb (الإنجليزية)
- إن إس يون-جي على موقع ميوزك برينز (الإنجليزية)
- إن إس يون-جي على موقع أول ميوزيك (الإنجليزية)
- إن إس يون-جي على موقع ديسكوغز (الإنجليزية)
- إن إس يون-جي على موقع قاعدة بيانات الفيلم (الإنجليزية)